# Lijst van voetbalinterlands België - Hongarije (vrouwen)
Deze lijst van voetbalinterlands is een overzicht van alle officiële voetbalinterlands tussen de nationale vrouwenteams van België en Hongarije. De landen hebben tot nu toe vijf keer tegen elkaar gespeeld.

## Wedstrijden
| № | Plaats      | Datum             | Competitie                          | Wedstrijd          | Uitslag |
| - | ----------- | ----------------- | ----------------------------------- | ------------------ | ------- |
| 1 | Battice     | 13 november 2004  | Vriendschappelijk                   | Hongarije − België | 5 − 1   |
| 2 | Dessel      | 17 september 2011 | EK 2013 kwalificatie                | België − Hongarije | 2 − 1   |
| 3 | Szombathely | 20 juni 2012      | EK 2013 kwalificatie                | Hongarije − België | 1 − 3   |
| 4 | Felcsút     | 23 februari 2024  | UEFA Women's Nations League 2023/24 | Hongarije − België | 5 − 1   |
| 5 | Leuven      | 27 februari 2024  | UEFA Women's Nations League 2023/24 | België − Hongarije | 1 − 5   |

## Samenvatting
| Competitie                  | Totaal gespeeld | Winst België | Gelijk | Winst Hongarije | Doelsaldo België – Hongarije |
| --------------------------- | --------------- | ------------ | ------ | --------------- | ---------------------------- |
| EK-kwalificatie             | 2               | 2            | 0      | 0               | 5 − 2                        |
| UEFA Women's Nations League | 2               | 2            | 0      | 0               | 10 − 2                       |
| Vriendschappelijk           | 1               | 1            | 0      | 0               | 5 − 1                        |
| Totaal                      | 5               | 5            | 0      | 0               | 20 − 5                       |